# Несущая конструкция
Несущие конструкции — совокупность конструкций здания или сооружения, которые, статически взаимодействуя, выдерживают нагрузки, обеспечивают прочность и устойчивость постройки. Остальные конструкции здания называют ограждающими (самонесущими).
Основные конструкции, принимающие нагрузки, возникающие в здании, составляют несущий остов, то есть совокупность горизонтальных (перекрытия) и вертикальных (стены, столбы, стойки, колонны и т. д.) (иногда наклонных) конструктивных элементов. Кроме остова, к несущим конструкциям причисляют фундаменты (принимают нагрузки несущего остова и распределяют их на основание здания, например, на несущий грунт), лестницы, крышу (плоскую крышу иногда относят к перекрытиям), опоры и пролёты моста.

## Классификация нагрузок
Нагрузки, которым должны противодействовать несущие конструкции, делятся на:
- постоянные — собственный вес конструкций зданий и сооружений, давление грунта на стены подвала, а также стационарных ограждающих конструкций, отделочных и др. материалов;
- временные (длительные, кратковременные и особые) — нагрузки от веса людей, мебели, стационарного оборудования, имущества, находящегося в здании стационарно (жидкости, сыпучие вещества, газы), длительные температурные, снеговые и ветровые воздействия, нагрузки от подвижного подъёмно-транспортного оборудования (мостовых и подвесных кранов, тельферов, погрузчиков и т. п.);
- особые (подвид временных нагрузок) — нагрузки от взрывов, аварий, осадки и просадки грунтов, сейсмического воздействия, вибрации оборудования и другие.

## Расчёт
При расчёте конструкций можно руководствоваться разными критериями и требованиями. До 1955 года в СССР применялись расчёты по допускаемым напряжениям. Выполнялось требование, чтобы спроектированная конструкция возможно меньшего сечения сохраняла свою прочность. Фактически, применялся единый коэффициент запаса для всех конструкций вне зависимости от способа их использования и условий работы.
С тех пор стал применяться метод расчёта предельных состояний, учитывающий требования нормальной эксплуатации. Такой метод в некоторой литературе учитывается тремя предельными состояниями (ПС):
- 1ПС — по несущей способности. Расчёт должен был гарантировать прочность, устойчивость и выносливость конструкции.
- 2ПС — по деформации и перемещениям. Например перекрытие может прогнуться так, что не потеряет свою прочность, однако с эксплуатационной точки зрения вызовет ряд проблем, как например разрушение ограждающих конструкций, ненесущих стен, перегородок.
- 3ПС — по трещиностойкости. Ограничивается величина раскрытия трещин или не допускается их образование так, чтобы не было угрозы эксплуатации сооружения вследствие потери непроницаемости, коррозии элементов или местных разрушений.

В настоящее время по всем видам конструкций выделяется две группы предельных состояний (ПС): 1-я группа расчётов по прочности и устойчивости; 2-я группа расчётов по прогибам, деформациям и величине раскрытия трещин.
Наибольшие нагрузки, возникновение которых не нарушит эксплуатации, называются нормативными. Произведение нормативных нагрузок на коэффициент перегрузок называется расчётными нагрузками.
Исходя из классификации нагрузок, все нагрузки могут действовать неодновременно. Поэтому при расчётах учитываются разные сочетания нагрузок (основные, дополнительные и особые). Основное сочетание включает все постоянные нагрузки, временные длительные и одну кратковременную, которая оказывает наибольшее влияние. Дополнительные сочетания содержат все длительные, временные длительные и все кратковременные нагрузки. В особых сочетаниях добавляется одна из особых нагрузок.